# Maria Nayler
Maria Nayler (ur. 26 marca 1972) – brytyjska piosenkarka śpiewająca w wielu wydaniach muzyki elektronicznej. Na początku lat 90. XX wieku była członkiem grupy Ultraviolet, która wydała dwa single „Kites” i „I Wish That” odpowiednio w 1990 i 1991. W 1995 roku pojawiła się jako wokalistka w utworze proto-trance Sashy: „Be As One”. Kawałek ten stał się jednym z najbardziej cenionych pod koniec roku 1995. Został on w pełni zrealizowany przez Deconstruction Records na początku 1996, zdobył 17. miejsce w UK Top 40. Później, w tym samym roku Nayler nawiązała współpracę z włoskim producentem Robertem Milesem.

## Single
- 1990 „Kites” (Ultraviolet)
- 1991 „I Wish That” (Ultraviolet)
- 1995 „Be As One” (z Sashą) (UK #17)
- 1996 „One and One” (z Robertem Milesem) (UK #3)
- 1998 „Naked and Sacred” (UK #32)
- 1998 „Will You Be With Me"/"Love is the God” (UK #60)
- 1998 „Inside My Universe"
- 2000 „Angry Skies” (UK #42)
- 2002 „Headstrong"
- 2002 „Babyland (z Motion 3)
- 2003 „Child of Life” (z Tastexperience)
- 2003 „Free Spirit” (z Marc Et Claude)
- 2004 „Over Again"
- 2006 „21st Century Lover” (z Killahurtz)
- 2007 „Angry Skies 2007"
- 2009 „We Belong” (z Ferry Corsten)
- 2009 „Perfect Sky” (z Espen Gulbrandsen & DJ Julian Vincent)